# 俞钰
俞钰（1882年—1950年），字明如，江西省广丰县杉溪人。
毕业于日本明治大学，并在日本加入同盟会。归国后，在广东护法军政府供职。后离职返乡。
民国八年（1919年）俞钰与周青山创办信敬小学，后迁杉溪，改名杉江小学。1928年创办广丰私立杉江中学。1940年扩办高中。1941年被勒令停办，经抗争后获准复办，并改名为三岩中学（今广丰中学前身）。